# Fulton Sheen
Fulton John Sheen, właśc. Peter John Sheen (ur. 8 maja 1895 w El Paso, zm. 9 grudnia 1979 w Nowym Jorku) – amerykański duchowny katolicki, birytualista, biskup pomocniczy Nowego Jorku, biskup Rochesteru i arcybiskup tytularny Newport oraz tercjarz dominikański.

## Życiorys
Pochodził z rodziny średniozamożnych rolników, miał 3 braci. Jako chłopiec był ministrantem. Religijni rodzice wspólnie z dziećmi co wieczór odmawiali różaniec. Wszyscy synowie wyróżniali się ogromną inteligencją. Fulton po ukończeniu szkoły średniej wstąpił do seminarium duchownego w St. Paul, a następnie obronił doktorat w Waszyngtonie. Po święceniach w 1919 wyjechał na prestiżowy uniwersytet w Leuven w Belgii, gdzie jako pierwszy Amerykanin uzyskał nagrodę kardynała Merciera za najlepszy traktat filozoficzny. Powrócił do rodzinnej diecezji Peoria. Następnie wykładał na Katolickim Uniwersytecie Ameryki w Waszyngtonie. Rozgłos zyskał jako kaznodzieja, rekolekcjonista i nauczyciel, prowadząc od 1930 audycję radiową, której słuchało średnio cztery miliony Amerykanów. Głośne były nawrócenia ważnych osobistości pod wpływem jego nauk radiowych.
W 1948 wziął go pod swoje skrzydła kardynał Francis Spellman, arcybiskup Nowego Jorku. 11 czerwca 1951 został jego biskupem pomocniczym. Sakry udzielił kardynał Adeodato Giovanni Piazza. Od tego samego roku rozpoczął cykl cotygodniowych programów telewizyjnych pt. Life is Worth Living, które stały się popularne. Był to cykl wykładów na różne tematy prowadzone przez biskupa na żywo. Program powstawał w latach 1951–1957 i 1961–1968.
21 października 1966 Sheen został biskupem diecezji Rochester. Zrezygnował z tej funkcji w 1969. Do końca życia znany był jako płomienny mówca, a kazania, które głosił, przyciągały tłumy. Zachowało się wiele nagrań z jego wystąpień. Napisał 66 książek i wiele artykułów. Tempa życia nie zwolnił nawet, gdy okazało się, że jest chory na serce. Podczas wizyty Jana Pawła II w Nowym Jorku w październiku 1979 Sheen został nazwany przez papieża „wiernym synem Kościoła”. Zmarł 2 miesiące później w prywatnej kaplicy przed Najświętszym Sakramentem. W 2019 szczątki abp. Sheena przeniesiono do katedry w Peorii.
W 2002 otwarto jego proces beatyfikacyjny. 28 czerwca 2012 Benedykt XVI zatwierdził dekret o heroiczności cnót arcybiskupa. Od tego momentu przysługuje mu tytuł: Czcigodny Sługa Boży. 5 lipca 2019 papież Franciszek podpisał dekret uznający cud, jaki dokonał się za wstawiennictwem Fultona Sheena. Beatyfikacja miała nastąpić 21 grudnia 2019, ale 2 grudnia 2019 ogłoszono, że beatyfikacja abp. Sheena została odłożona na czas nieokreślony na wniosek biskupów, w tym bp. Salvatore Matano.

## Publikacje
W języku polskim ukazały się:
- Wstęp do Religii – Wyd. Fundacja św. Grzegorza Wielkiego; 180 s., ISBN 978-83-938561-0-7.
- Troje do pary – Wyd. Fundacja św. Grzegorza Wielkiego; 286 s., ISBN 978-83-938561-2-1.
- Siedem słów Jezusa i Maryi – Wyd. Esprit; 128 s., ISBN 978-83-65349-43-9.
- Stworzeni do szczęścia. Klucz do dobrego życia – Wyd. Esprit; 264 s., ISBN 978-83-65349-70-5.
- Kalwaria i Msza Święta – Wyd. Diecezjalne i Drukarnia w Sandomierzu; 100 s., ISBN 978-83-8101-116-7.
- Kapłan nie należy do siebie – Wyd. Diecezjalne i Drukarnia w Sandomierzu, 2017; 416 s., ISBN 978-83-8101-152-5.
- Warto żyć! – Wyd. Esprit; s. 480., ISBN 978-83-65847-25-6.
- Siedem grzechów głównych – Wyd. Polskiej Prowincji Dominikanów W drodze; 144 s., ISBN 978-83-7906-174-7.
- Nowe stare błędy – Wyd. Polskiej Prowincji Dominikanów W drodze; 224 s., ISBN 978-83-7906-270-6.
- Maryja. Pierwsza miłość świata – Wyd. Esprit; 384 s., ISBN 978-83-65847-82-9.
- Marnotrawny świat - Wyd. Polskiej Prowincji Dominikanów W drodze; 208 s., ISBN 978-83-7906-203-4.
- Wieczny Galilejczyk - Wyd. Polskiej Prowincji Dominikanów W drodze; 160 s., ISBN 978-83-7906-250-8.
- Miłość, która czeka na ciebie - Wyd. Polskiej Prowincji Dominikanów W drodze; 192 s., ISBN 978-83-7906-470-0.
- Sakramenty – Wyd. Esprit; Kraków, 2021, 230 s., ISBN 978-83-66859-11-1.
- Komunizm i sumienie Zachodu – Wyd. Esprit; Kraków, 2022, 359 s., ISBN 978-83-66859-35-7.
- Idź do Nieba! - Wyd. Espirit; Kraków, 2020, 343 s., ISBN 978-83-66407-32-9.
- Tajemnica kapłaństwa - Wyd. Diecezjalne i Drukarnia w Sandomierzu, 2024, 530 s., ISBN 978-83-8345-185-5.